# Loch of Cliff
Loch of Cliff – jezioro na wyspie Unst na Szetlandach. Jest najdłuższym słodkowodnym jeziorem archipelagu, a także posiada największą powierzchnię zlewni (22 km²).
Powierzchnia jeziora wynosi 104 ha. Maksymalna głębokość to 6,4 m. Objętość wynosi 3,34 mln m³.
Loch of Cliff przyjmuje wody potoków Burn of Baliasta (z południa), Burn of Sulerdale (ze wschodu) oraz wielu mniejszych strumieni. Wypływa z niego Burn of Burrafirth, który uchodzi do zatoki Burra Firth w Burrafirth.